# Discestra bifida
Discestra bifida är en fjärilsart som beskrevs av Rudolf Püngeler 1902. Discestra bifida ingår i släktet Discestra och familjen nattflyn. Inga underarter finns listade i Catalogue of Life.